# Malawi Stock Exchange

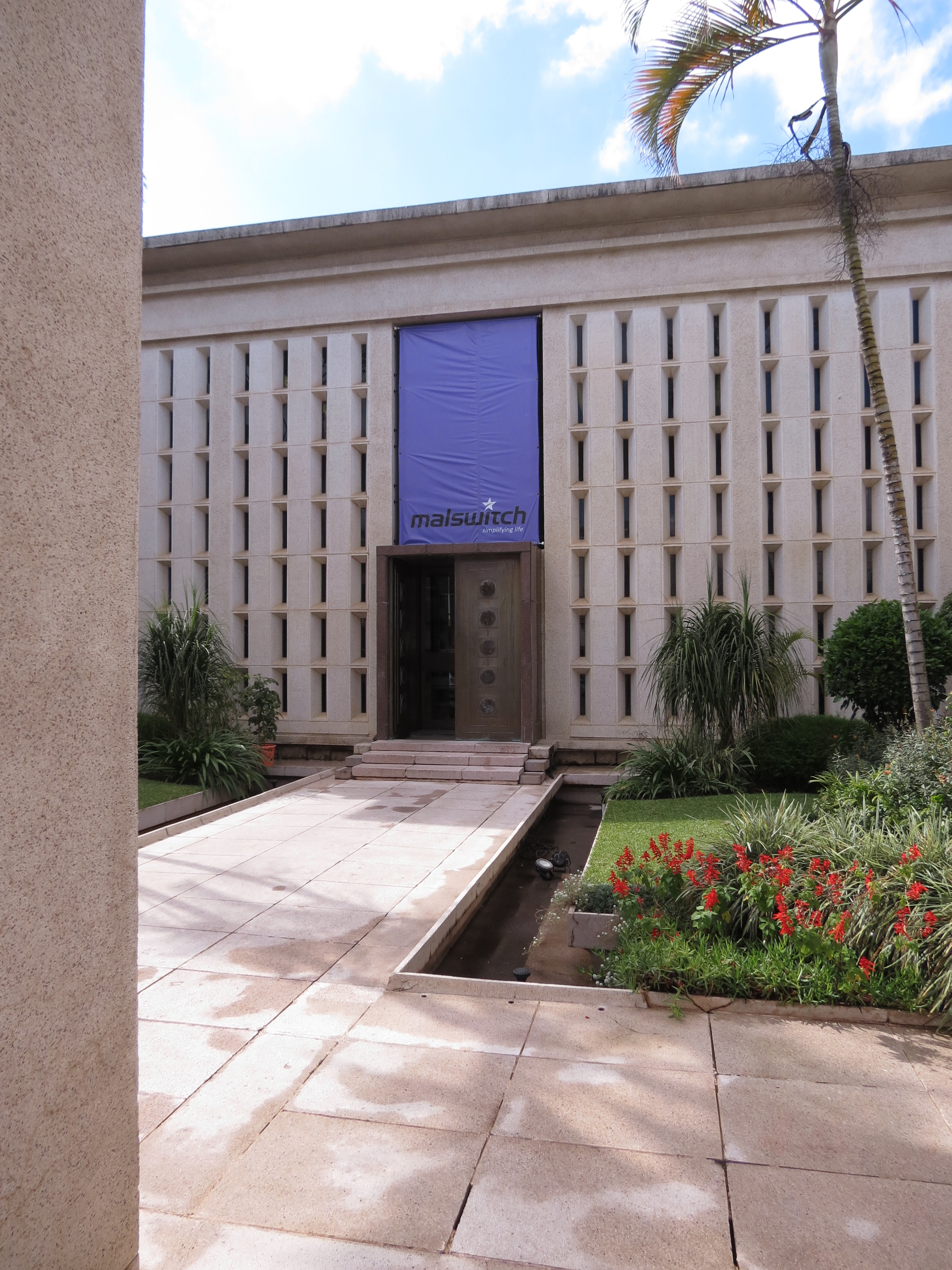
Malawi Stock Exchange

Die Malawi Stock Exchange (MSE) ist eine malawische Wertpapierbörse mit Sitz in Blantyre, Malawi.

## Geschichte
Die Malawi Stock Exchange wurde im März 1995 begründet und am 11. November 1996 zum ersten Mal unter der Schirmherrschaft der Reserve Bank of Malawi eröffnet. 2.300 malawische Bürger kauften Aktien des ersten börsennotierten Unternehmens – der National Insurance Company. Die International Finance Corporation, eine Tochtergesellschaft der Weltbank, und die Financierings Maatschappij Ontwikkelingslanden, eine niederländische Entwicklungsbank mit engen Verbindungen zum niederländischen Ministerium für Entwicklungszusammenarbeit, stellten 40 % der 500.000 US-Dollar bereit, die für die Gründung des Aktienmarktes in Blantyre erforderlich waren, und die Europäische Union finanzierte Seminare und Werbekampagnen. Die Börse arbeitet im Einklang mit dem Capital Markets Development Act von 1990 und den Capital Market Development Regulations von 1992. Sie verfügt über einen Aufsichtsausschuss, der aus Vertretern der Zentralbank, der Regierung und des privaten Sektors besteht. Sie ist Mitglied der African Stock Exchanges Association.

## Zusammensetzung
Per Ende 2024 waren folgende Unternehmen gelistet:
| Nummer | Symbol   | Unternehmen                              | Branche           | Marktkapitalisierung in MK |
| ------ | -------- | ---------------------------------------- | ----------------- | -------------------------- |
| 1      | AIRTEL   | Airtel Malawi plc                        | Telekommunikation | 1,066,780,000,000          |
| 2      | BHL      | Blantyre Hotels plc                      | Tourismus         | 12,218,372,758             |
| 3      | FDHB     | FDH Bank plc                             | Banken            | 1,023,767,985,938          |
| 4      | FMBCH    | FMB Capital Holdings plc                 | Banken            | 1,364,328,750,000          |
| 5      | ICON     | Icon Properties plc                      | Immobilien        | 120,574,000,000            |
| 6      | ILLOVO   | Illovo Sugar Malawi plc                  | Zucker            | 966,781,359,800            |
| 7      | MPICO    | Malawi Properties Investment Company plc | Immobilien        | 42,582,819,434             |
| 8      | NBM      | National Bank of Malawi plc              | Banken            | 1,616,555,031,495          |
| 9      | NBS      | NBS Bankplc                              | Banken            | 442,378,044,378            |
| 10     | NICO     | NICO Holdings Plc                        | Finanzen          | 421,524,198,126            |
| 11     | NITL     | National Investment Trust plc            | Investments       | 59,400,000,000             |
| 12     | OMU      | Old Mutual Limited                       | Banken            | 26,973,452,875             |
| 13     | PCL      | Press Corporation plc                    | Mischkonzern      | 300,613,093,720            |
| 14     | STANDARD | Standard Bank Malawi plc                 | Banken            | 1,408,046,518,906          |
| 15     | SUNBIRD  | Sunbird Tourism plc                      | Tourismus         | 62,798,129,981             |
| 16     | TNM      | Telekom Networks Malawi plc              | Telekommunikation | 256,633,902,000            |

## Mitgliedschaften
Die Börse ist Mitglied von:
- African Securities Exchanges Association